# Comuna Iratoșu, Arad
Iratoșu (în maghiară: Nagyiratos) este o comună în județul Arad, Crișana, România, formată din satele Iratoșu (reședința), Variașu Mare și Variașu Mic.

## Demografie
Componența etnică a comunei Iratoșu
     Români (53,36%)
     Maghiari (34,08%)
     Romi (2,84%)
     Alte etnii (0,65%)
     Necunoscută (9,08%)
Componența confesională a comunei Iratoșu
     Ortodocși (49,87%)
     Romano-catolici (33,78%)
     Reformați (2,11%)
     Baptiști (1,72%)
     Alte religii (2,67%)
     Necunoscută (9,85%)
Conform recensământului efectuat în 2021, populația comunei Iratoșu se ridică la 2.324 de locuitori, în scădere față de recensământul anterior din 2011, când fuseseră înregistrați 2.395 de locuitori. Majoritatea locuitorilor sunt români (53,36%), cu minorități de maghiari (34,08%) și romi (2,84%), iar pentru 9,08% nu se cunoaște apartenența etnică. Din punct de vedere confesional, cei mai mulți locuitori sunt ortodocși (49,87%), cu minorități de romano-catolici (33,78%), reformați (2,11%) și baptiști (1,72%), iar pentru 9,85% nu se cunoaște apartenența confesională.

## Politică și administrație
Comuna Iratoșu este administrată de un primar și un consiliu local compus din 11 consilieri. Primarul, Atila Iosif Papp[*], de la Uniunea Democrată Maghiară din România, este în funcție din 2012. Începând cu alegerile locale din 2024, consiliul local are următoarea componență pe partide politice:
|  | Partid                                 | Consilieri | Componența Consiliului | Componența Consiliului | Componența Consiliului | Componența Consiliului |
|  | -------------------------------------- | ---------- | ---------------------- | ---------------------- | ---------------------- | ---------------------- |
|  | Uniunea Democrată Maghiară din România | 4          |                        |                        |                        |                        |
|  | Partidul Național Liberal              | 4          |                        |                        |                        |                        |
|  | Partidul Social Democrat               | 2          |                        |                        |                        |                        |
|  | Partidul Puterii Umaniste              | 1          |                        |                        |                        |                        |